# 中村元東方学術賞
中村元東方学術賞（なかむらはじめ とうほうがくじゅつしょう）は、東方学（東洋学）の優れた学術研究および文化活動に対して公益財団法人中村元東方研究所が授与する学術賞。
インド哲学の大家である中村元を記念しており、インド学、仏教学の中では権威のある賞とされる。
授賞式は、インド大使館と共催で行われ、そこを会場とする（東京都千代田区）。

## 沿革
第1回は、昭和54年に「東方学術賞」の名称で行った。
部門として、学術賞のほか、追悼顕彰・特別顕彰・推進顕彰・奨励賞がある。また平成元年(第5回)より、学術と関係の深い文化領域における功労者に対し、その業績を讃える「東方文化賞」を設けた。
平成11年の中村元の逝去後、しばらく途絶えていたが、3回忌にあたる平成13年10月10日(第11回)より「中村元東方学術賞」と名称を改め、毎年10月に表彰を行っている。
平成24年(第22回)には、中村元東方研究所の事業推進貢献者に対し「東方特別賞」を初授与した 。
平成27年(第25回)、東方学術奨励賞を「中村元東方学術奨励賞」と改め、同年10月10日を第1回とし、以後毎年選考を行い授与している。これは45歳以下の若手研究者への奨励が目的であり、堅実な研究が結実した著作を受賞の対象としている。

## これまでの受賞者
- 年数は〈授賞年度〉：回（授賞日）[6]

### 第1回 - 第10回
第1回（1979年9月5日）
- 東方学術特別顕彰：水野弘元・駒澤大学元総長 - パーリ語学及び仏教学

第2回（1980年11月21日）
- 奈良康明・駒澤大学教授 - インド仏教文化史の研究
- 東方学術特別顕彰：奥田慈応・四天王寺管長 - 日本仏教特に聖徳太子の研究
- 東方学術追悼顕彰：静谷正雄・龍谷大学元教授 - 仏教学
- 東方学術奨励賞：川崎信定・筑波大学教授 - チベット仏教の研究

第3回（1981年1月21日）
- 前田專學・東京大学教授 - インド哲学特にヴェーダーンタ哲学
- 東方学術特別顕彰：田中於菟弥・東海大学教授 - インド文学の研究
- 東方学術特別顕彰：山口恵照・大阪大学名誉教授 - インド哲学特にサーンキヤ哲学

第4回（1985年12月5日）
- 瓜生津隆真・京都女子大学教授 - 仏教学
- 原實・東京大学教授 - サンスクリット語学及び梵文学
- 山口瑞鳳・東京大学教授 - チベット文化に及ぼしたインド文化の影響
- 東方学術特別顕彰：酒井真典・高野山大学元学長 - 真言密教及び仏教学全般
- 東方学術追悼顕彰：土井久弥・東京外国語大学名誉教授 - ヒンディー語学及びインド文学
- 東方学術奨励賞：田上太秀・駒澤大学教授 - 仏教学

第5回（1989年10月19日）
- 久保継成・霊友会会長 - 仏教学
- 森祖道・城西大学教授 - パーリ仏教
- 東方文化賞：富山奏・四天王寺国際仏教大学副学長 - 日本文学
- 東方文化賞：西村公朝・東京藝術大学名誉教授 - 仏教美術
- 東方学術奨励賞：阿部慈園 - 東方学院総務・パーリ仏教
- 東方学術特別顕彰：勝又俊教 - 前真言宗豊山派管長、仏教学

第6回（1990年11月1日）
- 本多恵・同朋大学教授 - インド哲学
- 三友量順・立正大学短期大学部教授 - 仏教資料年代測定の研究
- 東方文化賞：石川響・日展評議員 - 日本画
- 東方学術特別顕彰：玉城康四郎・東京大学名誉教授 - 仏教学・比較思想

第7回（1991年11月18日）
- ラーマチャンドラ・シャルマ・パンデーヤ（Ram Chandra Pandeya）・デリー大学教授 - インド哲学及び仏教学
- 勝呂信静・立正大学教授 - 仏教学・唯識思想
- 東方文化賞：田中敬一・二宝船舶株式会社社長 - 東方研究会アジア諸国留学制度・文化活動援助
- 東方学術奨励賞：日野紹運・岐阜薬科大学教授 - インド哲学

第8回（1992年12月7日）
- ランベルト・シュミットハウゼン・ハンブルク大学教授 - インド・仏教学
- 今西順吉・北海道大学教授 - サーンキヤ哲学

第9回（1993年11月18日）
- エルンスト・シュタインケルナー・ウィーン大学教授 - 仏教認識論・論理学の研究
- 我妻和男・麗澤大学教授 - ベンガル文化の研究

第10回（1997年3月24日）
- 金知見・韓国国立精神文化研究所教授 - 韓国華厳学の研究
- 田辺和子・名古屋大学講師・東方学院講師 - パーリ仏教特にジャータカ研究
- 東方学術推進顕彰：中村敏夫・元東京弁護士会副会長・前第一生命法律顧問・弁護士 - 東方研究会設立・維持・発展の功労
- 東方学術推進顕彰：森田禅朗・四天王寺副管長・前四天王寺学園理事長 - 仏教学・国内国外の学術推進における貢献
- 東方学術特別顕彰：三枝充悳・筑波大学名誉教授 - 仏教学・比較思想

### 第11回 - 第20回
第11回（2001年10月10日）
- 上村勝彦・東京大学教授 - サンスクリット詩論およびインドの思想と文化の研究
- 立川武蔵・国立民族学博物館教授 - インドをはじめとするアジア諸地域の思想および文化の研究

第12回（2002年10月10日）
- 加藤純章・名古屋大学教授 - 経量部を中心とする仏教研究

第13回（2003年10月10日）
- 田村晃祐・東洋大学名誉教授 - 最澄を中心とした日本仏教

第14回（2004年10月11日）
- 奥田清明・四天王寺国際仏教大学教授 - ジャイナ教を中心とするインド哲学研究
- 松本照敬・大東文化大学教授 - ヴェーダーンタ哲学を中心とするインド哲学研究

第15回（2005年10月10日）
- 木村清孝・国際仏教学大学院大学教授 - 華厳思想を中心とする東アジア仏教研究

第16回（2006年10月10日）
- 末木文美士・東京大学大学院教授 - 日本仏教研究

第17回（2007年10月10日）
- 竹村牧男・東洋大学教授 - 仏教学

第18回（2008年10月10日）
- 津田眞一・国際仏教学大学院大学教授 - インド密教

第19回（2009年10月10日）
- 宮元啓一・國學院大學教授 - ヴァイシェーシカ哲学
- 東方学術特別顕彰：渡邊寶陽・立正大学名誉教授 - 日蓮宗学を中心とする日本仏教研究

第20回（2010年10月11日）
- 桂紹隆・龍谷大学教授 - インド哲学および仏教論理学

### 第21回 - 第30回
第21回（2011年10月10日）
- 斎藤明・東京大学大学院教授 - 中観思想その他の業績

第22回（2012年10月10日）：島根県松江市にて
- 宮治昭・龍谷大学教授 -仏教を考古学・美術学の見地から解明
- 東方文化賞：清水谷善圭・安来・清水寺貫主 - 公益財団法人中村元東方研究所発展に寄与
- 東方特別賞：釈悟震・東方学院講師 - 中村元博士遺志継承に寄与

第23回（2013年10月10日）
- 丸井浩・東京大学大学院教授 - インド論理学派のニヤーヤ学派、ヴァイシェーシカ学派などの分野において新知見を世界へ発信に寄与

第24回（2014年10月10日）
- 高橋尚夫・大正大学教授 - 西蔵語維摩経の邦訳研究などにより斯学界への貢献
- 東方学術特別顕彰：ユベール・デュルト(Hubert Durt)・国際仏教学大学院大学名誉教授 - インド学仏教学を西欧ならびに日本に積極的継承に寄与

第25回（2015年10月10日）
- 三友健容・立正大学教授 - 『アビダルマディーバの研究』などにより斯学界への貢献

- （新規 第1回）中村元東方学術奨励賞：手島崇裕・韓国 慶熙大学校助教授 - 日本史、受賞作『平安時代の対外関係と仏教』ISBN 978-4751745502

第26回（2016年10月10日）
- 和田壽弘・名古屋大学大学院教授 - インド哲学

- （第2回）柳幹康・花園大学専任講師[21] - 中国仏教、受賞作『永明延寿と『宗鏡録』の研究：一心による中国仏教の再編』ISBN 978-4831873897

第27回（2017年10月10日）
- ケネス田中・武蔵野大学教授 - 浄土教

- （第3回）該当者なし

第28回（2018年10月10日）
- 高橋孝信・東京大学名誉教授 - タミル文学

- （第4回）猪瀬千尋・名古屋大学大学院附属人類文化遺産テクスト学研究センター研究員 - 日本文学、受賞作『中世王権の音楽と儀礼』ISBN 978-4305708939

第29回（2019年10月10日）
- 及川真介・日蓮仏教研究所所長 - パーリ語
- 村上真完・東北大学名誉教授 - インド哲学

- （第5回）齋藤公太・國學院大學 研究開発推進機構日本文化研究所 助教 - 日本思想史・宗教史、受賞作『「神国」の正統論 - 『神皇正統記』受容の近世・近代』ISBN 978-4831515322

第30回（2020年10月8日）：授賞式開催中止 
- 渡辺章悟・東洋大学教授 - 大乗仏教

- （第6回）芹口真結子・岐阜大学地域科学部・助教 - 日本近世仏教史、受賞作『近世仏教の教説と教化』ISBN 978-4831860446

### 第31回 - 第40回
第31回（2021年10月8日）：オンライン形式（ZOOM）での授賞式開催
- 下田正弘・東京大学大学院研究科教授 - 大乗仏教の成立過程思想、大乗経典研究方法の再検討、大蔵経の電子化その他の業績

- （第7回）松川雅信・日本学術振興会特別研究員PD - 日本思想史・日本史・宗教学、受賞作『儒教儀礼と近世日本社会―闇斎学派の『家礼』実践』ISBN 978-4585210566

第32回（2022年10月07日）
- 佐久間留理子・大阪観光大学観光学部 教授 - インド密教文化史
- 中村元東方学術特別顕彰：吉田宏晢・大正大学名誉教授 - 日本仏教・真言密教・空海研究

- （第8回）西田彰一・国際日本文化研究センタープロジェクト研究員[26] - 日本思想史研究・国体論、受賞作『躍動する「国体」 筧克彦の思想と活動』ISBN 978-4623088386

第33回（2023年10月10日）
- 保坂俊司・中央大学教授 - 仏教学、比較思想学

- （第9回）亀山光明[27]・プリンストン大学宗教学部大学院博士課程 - 近現代日本宗教史、受賞作『釈雲照と戒律の近代』ISBN 978-4831860453

### 注
1. ↑  「東方学術賞」受賞の初めての外国人研究者として[14]。
2. ↑  1982年度よりアジア諸国への留学生派遣を援助[16]。

## 参考資料・文献
- 『東方』公益財団法人中村元東方研究所発行、別題『The east』、『Touhou (Toukyou. 1985)』、doi:10.11501/7967403、1985年創刊。(研究紀要『東方』各号目次／中村元東方研究所)
- “東方だより(第1号 平成3(1991)年- )”.   中村元東方研究所. 2023年10月4日閲覧。